# Levi S. Chatfield
Levi Starr Chatfield (* 7. März 1808 in Butternuts, New York; † 1884) war ein US-amerikanischer Jurist und Politiker.

## Leben
Levi Chatfield, Sohn von Hannah Starr (1782–1857) und Enos Chatfield (1782–1858), wurde 1808 in dem Teil der Town Butternuts geboren, welcher 1849 abgetrennt und zu der Town Morris wurde. Seine Kindheit war vom Britisch-Amerikanischen Krieg überschattet. Als man die Village Laurens 1834 gründete, wurde er dort der erste Stadtschreiber. Er saß 1839, 1840, 1841 und 1842 für das Otsego County (New York) in der New York State Assembly. Während dieser Zeit bekleidete er 1842 dort den Posten als Speaker. Seine Amtszeit war von der Wirtschaftskrise von 1837 überschattet.
Chatfield war einer der ersten Trustees der Presbyterianischen Kirche von Laurens, als diese am 16. Januar 1844 gegründet wurde. Er nahm 1846 als Delegierter an der Verfassunggebenden Versammlung von New York teil. 1847 kandidierte er als Demokrat für den Posten als Attorney General von New York, erlitt aber eine Niederlage gegenüber Ambrose L. Jordan, welcher für die Whigs und Anti-Rents antrat. Bei der Wahl im Jahr 1849 wurde er zum Attorney General von New York gewählt und 1851 wiedergewählt. Er bekleidete den Posten von 1850 bis zu seinem Rücktritt 1853, welcher 3 Wochen vor dem Ende seiner Amtszeit geschah. Von 1853 bis 1854 war er Großaktionär der Atlantic and Pacific Railroad. Er vertrat 1869 den Kläger David Groesbeck bei seiner Klage gegen die Gründungsmitglieder der Trinity Church. 1871 heiratete er Elizabeth C. Browne (1843–1917). Der Richter Andrew G. Chatfield (1810–1875) am Minnesota Supreme Court war sein Bruder.